# Imperativ programmering
Imperativ programmering är ett programmeringsparadigm inom vilket ett datorprogram programmeras som en sekvens satser (uttryckta i imperativ form). Motsatsen är deklarativ programmering. Enkelt uttryckt så måste programmeraren ange i vilken ordning instruktionerna ska utföras.

## Imperativa programspråk
År 2010 var majoriteten av alla programspråk imperativa.
I allmänhet har ett språk för imperativ programmering:
- En huvudslinga som löps igenom från början till slut.
- Diverse underprogram, kallade procedurer, funktioner eller subrutiner, som anropas från huvudprogrammet eller från andra procedurer.

De imperativa programspråken är nära kopplade till von Neumann-arkitekturen.
I funktionella språk införs ibland imperativa element av prestandamässiga skäl. Sådana prestandaproblem kan till exempel vara stor förbrukning av minne.[källa behövs]